# Gee Sin Sim See
Gee Sin Sim See är en legendarisk figur i kampkonstens historia. Han sägs ha varit en Shaolin-abbot som levde under 1600-talet när Kina styrdes av den manchuiska Qingdynastin. Det finns inte kvar många historiska dokument eller annan information om Gee Sin Sin See och hans erfarenheter. 
Enligt Shaolinlegender var Gee Sin Sim See en buddhist-abbot från det Norra Shaolintemplet i Henan-provinsen. Han levde under en tid av förtryck, civilt uppror och rebelliska aktiviteter mot Qingimperiet. Manchuernas invasion av det Kina (år 1644) var slutet för Mingdynastin.
Hung Gar och de andra södra shaolinstilarna, däribland Choy gar, Li Gar och Mok Gar, har alla sitt ursprung i förstörelsen av Sil Lum- (Shaolin) templet. Det sägs att endast fem munkar överlevde. Gee Sin Sim See, som anses ha varit Hung Kuens far, var en av dem. Hung Gars ursprung och Gee Sin Sim Sees berättelse är lång och komplex. Abboten Gee Sin Sim See lyckades överleva de kejserliga truppernas blodiga angrepp och flydde söderut till Guangdong. Förstörelsen av hans tempel gjorde honom inställd på att störta Qingdynastin. Han började obemärkt lära ut Shaolin Kung Fu till andra militanta patrioter i Guangdongs operahus. Abboten Gee Sin Sim See tvingades instruera under svåra förhållanden eftersom alla operahus på den här tiden var belägna på båtar. En båt är inte stabil och gungar hela tiden fram och tillbaka. Så abboten Gee Sin Sim See lärde sina medkämpar att slåss i väldigt låga, solida hästställningar. Dessutom, med så lite rum ombord, skalades sparkar och hopptekniker bort. 
Snart sände abboten Gee Sin Sim See i väg sina elever för att på egen hand organisera andra patrioter och lära dem Kung Fu. De blev inte tillräckligt många tillräckligt fort för att kunna starta den revolution de drömde om, men stridskonsten de skapade blev en av de mest inflytelserika i Kina.
Gee Sin Sim See blev dödad av en grupp som kallade sig Bak Mei (White Eyebrowes). Hans död hämnades av hans efterföljare, Hung Hei Gung.